# Гіперболічний циліндр

Гіперболічний циліндр, побудований в програмі Mathematica

Гіперболічний циліндр — поверхня другого порядку, напрямною для якої служить гіпербола. Гіперболічний циліндр отримується при переміщенні гіперболи по прямій. Це лінійчата поверхня. Канонічне рівняння гіперболічного циліндра наступне:
{\displaystyle {\frac {x^{2}}{a^{2}}}-{\frac {y^{2}}{b^{2}}}=1}

## Параметричне рівняння
Гіперболічний циліндр може бути визначений параметрично:

{\displaystyle x=a\ \sinh u}

{\displaystyle y=b\ \cosh u}

{\displaystyle z=\ \nu }

## Коефіцієнти фундаментальної
Коефіцієнти першої фундаментальної форми:

{\displaystyle E=a^{2}\ \cosh ^{2}u+b^{2}\ \sinh ^{2}u}

{\displaystyle F=0}

{\displaystyle G=1}

Коефіцієнти другої фундаментальної форми:

{\displaystyle e=-{\frac {ab}{2(a^{2}\ \cosh ^{2}u+b^{2}\ \sinh ^{2}u)}}}

{\displaystyle f=0}

{\displaystyle g=0}

## Кривина
Головна і ґаусова кривина такі:

{\displaystyle K=0}

{\displaystyle H=-{\frac {ab}{2(a^{2}\ \cosh ^{2}u+b^{2}\ \sinh ^{2}u)^{\frac {3}{2}}}}}